# Liste der Einträge im National Register of Historic Places im Howard County (Arkansas)
Die Liste der Registered Historic Places im Howard County führt alle Bauwerke und historischen Stätten im Howard County in Arkansas auf, die in das National Register of Historic Places aufgenommen wurden.

## Aktuelle Einträge
| Lfd. Nr. | Name                                   | Bild | Datum der Eintragung | Adresse/Lage                                                                              | Ort             | ID-Nr.   | Beschreibung |
| -------- | -------------------------------------- | ---- | -------------------- | ----------------------------------------------------------------------------------------- | --------------- | -------- | ------------ |
| 1        | Ebenezer Campground                    |      | 26. März 1976        | nördlich von Center Point abseits AR 4                                                    | Center Point    | 76000416 |              |
| 2        | Elbert W. Holt House                   |      | 20. Sep. 1984        | 902 N. Main St.                                                                           | Nashville       | 84000901 |              |
| 3        | First Presbyterian Church              |      | 4. Mai 1976          | Ecke von 2nd St. und Hempstead St.                                                        | Nashville       | 76000418 |              |
| 4        | Flavius Holt House                     |      | 1. Dez. 1978         | Kohler St.                                                                                | Nashville       | 78000593 |              |
| 5        | Garrett Whiteside Hall                 |      | 21. Nov. 1994        | südwestliche Ecke der Kreuzung von N. Third Ave. und Lockesburg St.                       | Nashville       | 94001340 |              |
| 6        | Howard County Courthouse               |      | 14. Juni 1990        | Kreuzung von N. Main St. und Bishop St.                                                   | Nashville       | 90000902 |              |
| 7        | Memphis, Paris, and Gulf Depot         |      | 4. Dez. 1978         | AR 27                                                                                     | Mineral Springs | 78000592 |              |
| 8        | Mineral Springs Waterworks             |      | 29. Mai 2007         | südlich der Kreuzung von W. Runnels St. und S. Hall St.                                   | Mineral Springs | 07000473 |              |
| 9        | Nashville American Legion Building     |      | 13. Sep. 1990        | AR 27 westlich der Main St.                                                               | Nashville       | 90001463 |              |
| 10       | Nashville Commercial Historic District |      | 23. Sep. 2010        | grob begrenzt durch Shepherd St., Missouri Pacific Railroad, Hempstead St. und Second St. | Nashville       | 10000784 |              |
| 11       | Nashville Post Office                  |      | 14. Aug. 1998        | 220 N. Main St.                                                                           | Nashville       | 98000913 |              |
| 12       | Womack-Parker House                    |      | 1. Dez. 1978         | abseits AR 4                                                                              | Nashville       | 78000594 |              |